# Денсхолл
Денсхолл — жанр ямайської популярної музики, що виник наприкінці 1970-х років. Спочатку денсхолл був більш рідкісною версією реггі, ніж стиль roots, який домінував більшу частину 1970-х років. У середині 1980-х цифрові інструменти стали більш поширеними, суттєво змінивши звучання, причому цифровий денсхолл (або «рагга») все більше характеризувався швидшими ритмами. Ключові елементи танцювальної музики включають широке використання ямайської патуа, а не стандартної ямайської англійської мови, а також акцент на інструментальній композиції (або «ріддім»).
У 1980-х роках «Денсхолл» мав початковий успіх на Ямайці, а до 1990-х років став дедалі популярнішим у громадах ямайської діаспори. У 2000-х роках денсхолл отримав світовий успіх, а у 2010-х він почав сильно впливати на творчість відомих західних артистів і продюсерів, що допомогло ще більше вивести жанр у західний музичний мейнстрім.

## Історія
Денсхолл названо на честь ямайських танцювальних залів, де популярні ямайські записи відтворювали місцеві звукові системи.
Почалися вони наприкінці 1970-х років серед людей із центральної частини міста Кінгстон, які не мали змоги брати участь у танцях у верхній частині міста. Соціальні та політичні зміни наприкінці 1970-х на Ямайці, включно з переходом від соціалістичного уряду Майкла Менлі (Народна національна партія) до Едварда Сіги (Ямайська лейбористська партія), відобразилися у відході від більш орієнтованого на міжнародний рівень кореневого реггі до стилю, орієнтованого більше на місцеве споживання та співзвучного з музикою, яку жителі Ямайки відчували під час живих виступів звукових систем. Теми соціальної несправедливості, репатріації та руху Растафарі були замінені текстами про танці, насильство та сексуальність. Хоча революційний дух був присутній на Ямайці через ці соціальні потрясіння, радіо було дуже консервативним і не могло відтворювати народну музику. Саме цю прогалину звукова система змогла заповнити музикою, яка більше цікавила пересічного жителя Ямайки.

### Денсхолл 1980–1990-х років
InnerCity Promotions на чолі з Майком Томлінсоном і Лоїс Грант відіграли важливу роль у розвитку популярної музики «Денсхолл» на Ямайці. Їхня рекламна компанія через серію концертів призвела до появи музики, яку вони назвали «Денсхолл». Команда розпочала серіал під назвою «Суботній вечір у прямому ефірі» в Harbour View Drive-In. Американський соул-гурт Gladys Knight та the Pips виступили хедлайнером першого концерту, а на виставці також були представлені боксерські виступи Мухаммеда Алі. InnerCity Promotions відповідала за створення та просування численних заходів, їхній перший концерт Денсхолл відбувся в 1984 році. Це було важливо, оскільки поклало початок визнанню музики як жанру «Денсхолл». Пан Томлінсон пригадує спротив журналістів, керівників радіо та телебачення в той час, деякі з них відмовлялися показувати рекламу чи музику для просування серіалу Денсхолл.
Музиканти Денсхолл, такі як U-Roy, I-Roy, Admiral Bailey, Mikey «lickShot» Palmer, Half Pint, Tenor Saw, Charlie Chaplain (Jamaica), Leroy Sibbles, Papa San, Lieutenant Stitchie, Super Cat, General Trees, Ninjaman, Shabba Ranks, Buju Banton, Yellow Man, Pinchers, Courtney Melody, Jose Wales, Barrington Levy, Mad Cobra, Sugar Minott і Shinehead були популярні протягом 1980-х. Серіал тривав на початку 1990-х років, команда Майка Томлінсона та Лоїс Грант зіграла важливу роль у вихованні та популяризації молодих талантів міської культури та звукової системи тієї епохи. Завдяки своїм живим концертам у Денсхолл багато виконавців знайшли місце, щоб використати свій голос і залишити слід завдяки можливостям, які надає InnerCity Promotions.